# Советские кинематографисты — труженикам Сибири и Дальнего Востока
«Советские кинематографисты — труженикам Сибири и Дальнего Востока» — агитрейс-кинофестиваль, организованный Госкино СССР и Союзом кинематографистов СССР, посвящённый 60-летию ВЛКСМ и первой годовщине Конституции СССР 1977 года, проведённый в 1978 году в городах Амурск, Ангарск, Биробиджан, Братск, Иркутск, Комсомольск-на-Амуре, Томск, Хабаровск.

## Общая информация
Участники кинофестиваля — Валентина Березуцкая, Лев Борисов, Анатолий Ведёнкин, Игорь Гостев, Герман Качин, Николай Крючков, Елена Кузьмина, Марина Ладынина, Алла Ларионова, Лариса Лужина, Евгений Матвеев, Виктор Мережко, Нонна Мордюкова, Сергей Никоненко, Николай Рыбников, Даниил Сагал, Всеволод Санаев, Владимир Саруханов, Наталья Фатеева.
В рамках фестиваля демонстрировались три новых фильма студии «Мосфильм» («В зоне особого внимания», «Вас ожидает гражданка Никанорова», «Фронт за линией фронта») и один - «студии имени Горького» («Конец императора тайги»), проводились встречи кинозрителей с актёрами, режиссёрами и сценаристами, а также трижды в день давалось театрализованное представление «Товарищ кино».

## Хроника проведения
Торжественное открытие фестиваля прошло в хабаровском кинотеатре «Гигант», где приветственные речи произнесли заместитель председателя хабаровского крайисполкома И. И. Маринкин и секретарь Союза кинематографистов СССР, народный артист СССР Евгений Матвеев.
Вторым местом проведения стали амурские Дворец культуры и кинотеатр «Молодёжный». Затем последовали Комсомольск-на Амуре, Иркутск с его городом спутником Ангарском, Томск, другие города. На встречах с кинематографистами побывали более пятисот тысяч зрителей.